# Station ornithologique suisse de Sempach
 (mai 2020).
Si vous disposez d'ouvrages ou d'articles de référence ou si vous connaissez des sites web de qualité traitant du thème abordé ici, merci de compléter l'article en donnant les références utiles à sa vérifiabilité et en les liant à la section « Notes et références ».

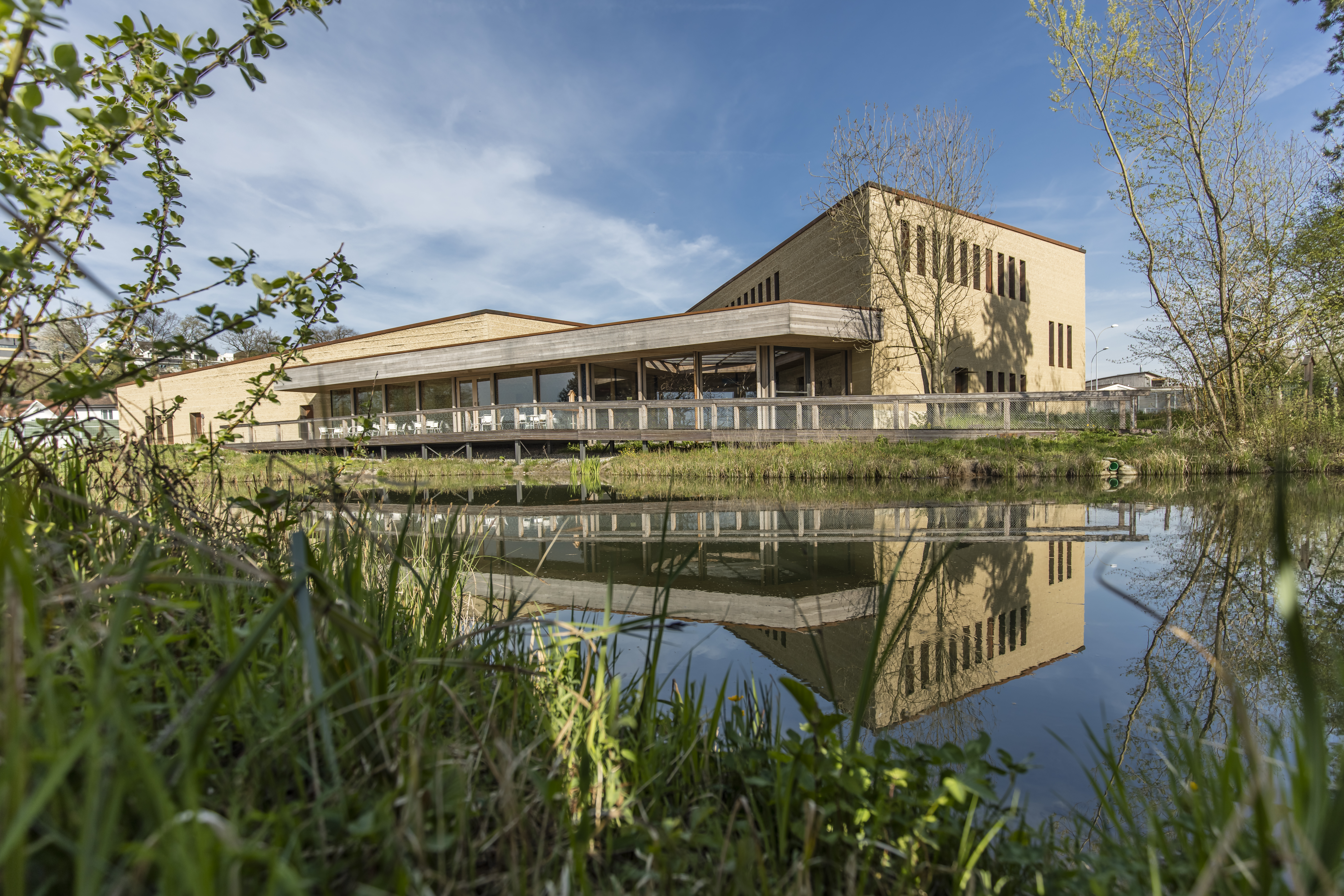
Le centre de visite de la Station ornithologique à Sempach a ouvert ses portes en 2015.

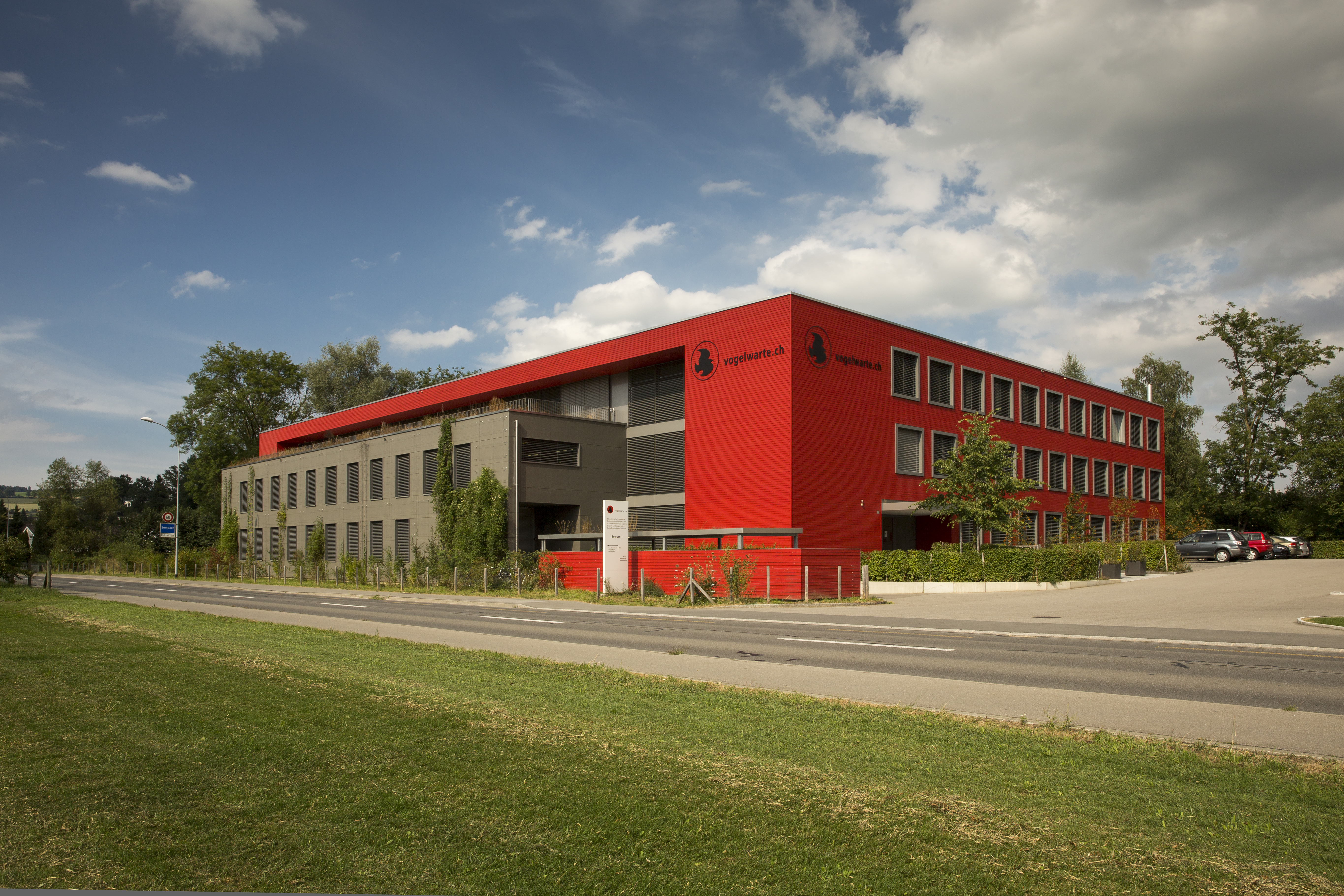
Les bureaux de la Station ornithologique suisse de Sempach.

La station ornithologique suisse de Sempach est une association à but non lucratif consacrée à l’étude et à la protection des oiseaux. Son siège est à Sempach, dans le canton de Lucerne, en Suisse.

## Histoire
La Station ornithologique suisse a été fondée en 1924 en tant que centrale de baguage pour l'étude de la migration des oiseaux dans la région alpine. Depuis lors, elle est passée d’une entreprise individuelle à un institut indépendant reconnu en Suisse et à l’étranger employant plus de 130 personnes[réf. nécessaire]. En 1954, la Station ornithologique suisse Sempach est devenue une fondation indépendante au sens du droit suisse. En 1955, la Station ornithologique a quitté l’hôtel de ville de Sempach pour s’installer dans un nouveau bâtiment au bord du lac de Sempach. Depuis 1958, elle exploite notamment une station de baguage au col de Bretolet, à 1 923 mètres d’altitude.

## Activités
La Station ornithologique suisse de Sempach surveille l’évolution de l’avifaune indigène, étudie la biologie des oiseaux sauvages et cherche les causes des menaces qui pèsent sur les oiseaux. En collaboration avec ses partenaires, la Station ornithologique élabore des mesures de protection et de conservation pour les espèces menacées et veille à ce que les résultats de son travail profitent aux oiseaux et à la nature en général. À Sempach, la Station ornithologique exploite un centre de soins pour les oiseaux malades, blessés ou orphelins. En tant que centre de compétences national en ornithologie et en protection des oiseaux, la Station ornithologique est également un centre d’information et de conseil destiné au public, aux médias et aux autorités publiques. Avec des programmes scolaires et des offres en éducation à l’environnement, la fondation tente de sensibiliser la population à la protection des oiseaux. Son centre de visite moderne, inauguré en 2015 à Sempach, répond à cet objectif. Ce bâtiment en terre crue de trois étages est le premier du genre en Suisse.
Le statut privé de la Station ornithologique de Sempach est unique. Les différentes institutions ornithologiques et les autres stations ornithologiques à l’étranger et sont en général des institutions étatiques. La Station ornithologique de Sempach est soutenue financièrement par des dons et peut compter sur le soutien de plus de 2 000 volontaires pour la surveillance nationale des populations d’oiseaux.
Dans le cadre du monitoring des oiseaux nicheurs répandus (MONiR), les effectifs des espèces fréquentes et répandues sont recensées sur 267 carrés kilométriques dans toute la Suisse. Ce monitoring est coordonné avec le monitoring de la biodiversité (MBD).